# François Rochaix
 (avril 2009).
Si vous disposez d'ouvrages ou d'articles de référence ou si vous connaissez des sites web de qualité traitant du thème abordé ici, merci de compléter l'article en donnant les références utiles à sa vérifiabilité et en les liant à la section « Notes et références ».
François Rochaix, né en 1942 à Genève (Suisse), directeur de théâtre et metteur en scène suisse.

## Metteur en scène

### Théâtre
- 1967 : Cabaret Brecht 1925, poèmes de Bertolt Brecht et musique de Kurt Weil, scénographie de Jean-Claude Maret, Genève, Théâtre de l'Atelier.
- 1968 : Chant du fantoche lusitanien de Peter Weiss, scénographie de Jean-Claude Maret, Genève, Théâtre de l'Atelier. Création mondiale en français[2].
- 1974 : Le Creux de Michel Viala, Théâtre de Carouge.
- 1975 : Lear (en) d'Edward Bond, scénographie de Jean-Claude Maret, Genève, Théâtre de Carouge[3].
- 1976 : La Résistible Ascension d'Arturo Ui de Bertolt Brecht, Théâtre de Carouge.
- 1987 : Le jeu de la vie de Knut Hamsun, scénographie de Jean-Claude Maret, Den Nationale Scene, Bergen[3].
- 2008 : Molière ou la cabale des dévots de Mikhaïl Boulgakov, scénographie de Jean-Claude Maret, Théâtre de Carouge, Carouge[4].